# Arondismentul Metz
Arondismentul Metz (în franceză Arrondissement de Metz) este un arondisment din departamentul Moselle, regiunea Lorena, Franța. A fost creat în 2015, prin unirea fostelor arondismente Metz-Campagne și Metz-Ville. Are 143 de comune.

## Componență

### Cantoane
- Les Coteaux de Moselle
- Faulquemont (parțial)
- Metz-1
- Metz-2
- Metz-3
- Montigny-lès-Metz
- Le Pays Messin
- Rombas
- Le Saulnois (parțial)
- Le Sillon Mosellan

### Comune
Comunele arondismentului Metz:
1. Amanvillers
2. Amnéville
3. Ancerville
4. Ancy-sur-Moselle
5. Antilly
6. Argancy
7. Arry
8. Ars-Laquenexy
9. Ars-sur-Moselle
10. Aube
11. Augny
12. Ay-sur-Moselle
13. Le Ban-Saint-Martin
14. Bazoncourt
15. Béchy
16. Beux
17. Bronvaux
18. Buchy
19. Burtoncourt
20. Chailly-lès-Ennery
21. Chanville
22. Charleville-sous-Bois
23. Charly-Oradour
24. Châtel-Saint-Germain
25. Cheminot
26. Chérisey
27. Chesny
28. Chieulles
29. Coincy
30. Coin-lès-Cuvry
31. Coin-sur-Seille
32. Colligny
33. Corny-sur-Moselle
34. Courcelles-Chaussy
35. Courcelles-sur-Nied
36. Cuvry
37. Dornot
38. Ennery
39. Les Étangs
40. Failly
41. Fèves
42. Féy
43. Fleury
44. Flévy
45. Flocourt
46. Foville
47. Glatigny
48. Goin
49. Gorze
50. Gravelotte
51. Hagondange
52. Hauconcourt
53. Hayes
54. Jouy-aux-Arches
55. Jury
56. Jussy
57. Laquenexy
58. Lemud
59. Lessy
60. Liéhon
61. Longeville-lès-Metz
62. Lorry-lès-Metz
63. Lorry-Mardigny
64. Louvigny
65. Luppy
66. Maizeroy
67. Maizery
68. Maizières-lès-Metz
69. Malroy
70. Marange-Silvange
71. Marieulles
72. Marly
73. Marsilly
74. La Maxe
75. Mécleuves
76. Metz
77. Mey
78. Moncheux
79. Montigny-lès-Metz
80. Montois-la-Montagne
81. Montoy-Flanville
82. Moulins-lès-Metz
83. Noisseville
84. Norroy-le-Veneur
85. Nouilly
86. Novéant-sur-Moselle
87. Ogy
88. Orny
89. Pagny-lès-Goin
90. Pange
91. Peltre
92. Pierrevillers
93. Plappeville
94. Plesnois
95. Pommérieux
96. Rombas
97. Pontoy
98. Pouilly
99. Pournoy-la-Chétive
100. Pournoy-la-Grasse
101. Raville
102. Rémilly
103. Retonfey
104. Rezonville
105. Roncourt
106. Rozérieulles
107. Sailly-Achâtel
108. Sainte-Barbe
109. Sainte-Marie-aux-Chênes
110. Sainte-Ruffine
111. Saint-Hubert
112. Saint-Julien-lès-Metz
113. Saint-Jure
114. Saint-Privat-la-Montagne
115. Sanry-lès-Vigy
116. Sanry-sur-Nied
117. Saulny
118. Scy-Chazelles
119. Secourt
120. Semécourt
121. Servigny-lès-Raville
122. Servigny-lès-Sainte-Barbe
123. Sillegny
124. Silly-en-Saulnois
125. Silly-sur-Nied
126. Solgne
127. Sorbey
128. Talange
129. Thimonville
130. Tragny
131. Trémery
132. Vantoux
133. Vany
134. Vaux
135. Vernéville
136. Verny
137. Vigny
138. Vigy
139. Villers-Stoncourt
140. Vionville
141. Vry
142. Vulmont
143. Woippy